# Río Sepahua
Der Río Sepahua ist ein etwa 237 km langer rechter Nebenfluss des Río Urubamba im Osten von Peru in der Region Ucayali. 

## Flusslauf
Der Río Sepahua entspringt im äußersten Osten des Distrikts Sepahua in der Provinz Atalaya auf einer Höhe von ungefähr 540 m. Das Quellgebiet liegt an der Wasserscheide zum weiter östlich gelegenen Einzugsgebiet des Río Las Piedras, der in der Nähe seinen Ursprung hat. Der Río Sepahua fließt anfangs 40 km nach Norden. Anschließend wendet er sich nach Westen. Bei Flusskilometer 88 mündet der Río Shimbillo, der bedeutendste Nebenfluss, von Norden kommend in den Río Sepahua. Anschließend wendet sich dieser in Richtung Westsüdwest und mündet schließlich auf einer Höhe von etwa 280 m in den Río Urubamba. An der Mündung befindet sich am Nordufer die Kleinstadt Sepahua. Der Río Sepahua weist zahlreiche Flussschlingen auf.

## Einzugsgebiet
Der Río Sepahua entwässert ein Areal von etwa 3430 km². Dieses erstreckt sich über den Nordosten des Distrikts Sepahua und ist mit tropischem Regenwald bedeckt. Das Einzugsgebiet des Río Sepahua grenzt im Norden an das des Río Inuya, im Nordosten an das des Río Cujar, im Südosten an das des Río Las Piedras sowie im Süden an das des Río Mishahua.